# Tvrđavica
Tvrđavica je naselje u Gradu Osijeku, Osječko-baranjske županije. Smještena je na lijevoj obali rijeke Drave u južnom djelu Baranje, 4 km sjeverno od grada Osijeka. Prema popisu stanovništva iz 2001. godine Tvrđavica ima 750 stanovnika. Do 1991. je bila dio grada Osijeka, od 1991. samostalno naselje. Nalazi se na županijskoj cesti Ž4082 [Tvrđavica-D7].

## Zemljopis
Zemljopisni položaj:
- Sjeverna širina 45º 34'21
- Istočna dužina 18º 41'09
- Nadmorska visina 87 m
- Površina 4.96 {\displaystyle km^{2}}

## Stanovništvo
| broj stanovnika | 188   | 226   | 233   | 281   | 249   | 302   | 279   | 303   | 363   | 397   | 628   | 589   | 601   | 1014  | 750   | 578   | 563   |
|                 | 1857. | 1869. | 1880. | 1890. | 1900. | 1910. | 1921. | 1931. | 1948. | 1953. | 1961. | 1971. | 1981. | 1991. | 2001. | 2011. | 2021. |

## Gospodarska osnova
- Zoološki vrt i akvarij grada Osijeka
- ZOO Hotel****
- Copacabana, športsko-rekreacijski centar